# Guilmi
Guilmi är en ort och kommun i provinsen Chieti i regionen Abruzzo i Italien. Kommunen hade 407 invånare (2018).